# Prudki (Kaliningrad)
Prudki (russisch Прудки, deutsch Knauten) ist ein Ort in der russischen Oblast Kaliningrad (Gebiet Königsberg (Preußen)) und gehört zur Gwardeiskoje selskoje posselenije (Landgemeinde Gwardeiskoje (Mühlhausen)) im Rajon Bagrationowsk (Kreis Preußisch Eylau).

## Geographische Lage
Prudki am Flüsschen Beisleide (russisch: Reswaja) liegt zwei Kilometer südöstlich von Gwardeiskoje (Mühlhausen) an der russischen Fernstraße A 195 (frühere deutsche Reichsstraße 128), die von Kaliningrad (Königsberg, 30 Kilometer) nach Bagrationowsk (Preußisch Eylau, 8 Kilometer) und weiter nach Polen verläuft. Eine Bahnanbindung besteht nicht.

## Geschichte
Im Jahre 1324 wurde das damalige Knawthen erstmals im Zusammenhang eines Ordenshofs erwähnt, von dem aus die Kolonisierung der Umgebung erfolgte. Das spätere Gut mit den 99 Teichen nahe bei Mühlhausen wurde auf einer Urkunde vom 8. Mai 1448 genannt. 1473 wurde Knauten dem Söldnerführer Georg von Kuenheim d.Ä., einem engen Freund Herzogs Albrecht von Preußen, verliehen und das aus dem Ordenshof hervorgegangene Kammeramt nach Schmoditten (heute russisch: Rjabinowka) verlegt. Vor seinem Tod 1543 wurde Georg von Kuenheim noch vom alten Nikolaus Kopernikus ärztlich behandelt. Sein Sohn Georg von Kuenheim d.J. heiratete 1555 Margarethe Luther, die Tochter des Reformators Martin Luther, und nahm 1557 in Knauten seinen Sitz.
Georg von Kuenheims Sohn Erhard von Kuenheim verkaufte Knauten in der Mitte des 17. Jahrhunderts an Albrecht von Kalckstein. Dieser führte mit seinem Sohn Christian Ludwig von Kalckstein eine Widerstandsbewegung des Adels an, die sich gegen die Beschneidung ihrer Rechte durch Kurfürst Friedrich Wilhelm von Brandenburg zur Wehr zu setzen versuchte. Dann erbte Christoph Wilhelm von Kalckstein Knauten. Er war zeitweise Unterhofmeister beim Kronprinzen Friedrich, später auch Generalmajor, Gesandter in Schweden, 1736 Leiter der Charité in Berlin und schließlich 1747 die Ernennung zum Generalfeldmarschall. Außer Knauten gehörten zu seinem Besitz auch Wogau (heute russisch: Lermontowo), Romitten (Slawjanowka), Mühlhausen (Gwardeiskoje) und Schultitten (Strelnja). Nacherbe war der spätere Generalfeldmarschall Ludwig Karl von Kalckstein.
Im Jahre 1841 kaufte Hermann Graf Kleist von Nollendorf, Sohn des Generalfeldmarschalls Friedrich Graf Kleist von Nollendorf das Gut Knauten. Im Gutshaus wurde bis 1945 der Marschallstab und das KPM-Service aufbewahrt, das König Friedrich Wilhelm III. von Preußen 1817 dem Kriegshelden geschenkt hatte. Knauten gelangte schließlich durch Erbschaft 1898 an die Familie von Boddien, in deren Besitz es bis 1945 blieb.
Knauten wurde 1874 namensgebender Ort des neugebildeten Amtsbezirks Knauten im Landkreis Preußisch Eylau im Regierungsbezirk Königsberg der preußischen Provinz Ostpreußen. In den Amtsbezirk eingegliedert waren die Landgemeinde Mühlhausen (heute russisch: Gwardeiskoje) und der Gutsbezirk Knauten.
Im Jahre 1910 waren in Knauten 396 Einwohner registriert. Am 30. September 1928 wurde der Gutsbezirk Knauten in eine Landgemeinde umgewandelt. 1930 vergrößerte sich der Amtsbezirk Knauten um die Landgemeinde Vierzighuben (heute russisch: Tambowskoje), die aus dem Amtsbezirk Groß Lauth (Newskoje) nach hier umgegliedert wurde.
Nachdem am 1. Januar 1936 die Gemeinde Knauten mit ihren Ortsteilen Louisenthal und Perkuiken (russisch: Solnzewo, jetzt Berjosowka) in die Gemeinde Mühlhausen (Gwardeiskoje) eingemeindet und damit ihrer Eigenständigkeit enthoben wurde, erhielt auch der Amtsbezirk Knauten eine Umbenennung in „Amtsbezirk Mühlhausen“, der dann bis 1945 bestand.
Infolge des Zweiten Weltkrieges kam Knauten mit dem nördlichen Ostpreußen an die Sowjetunion und erhielt 1946 die russische Bezeichnung „Prudki“. Bis zum Jahre 2009 war der Ort in den Gwardeiski sowjet (Dorfsowjet Gwardeiskoje (Mühlhausen)) eingegliedert und ist seither – aufgrund einer Struktur- und Verwaltungsreform – eine als „Siedlung“ (russisch: possjolok) bezeichnete Ortschaft innerhalb der Gwardeiskoje selskojem posselenije (Landgemeinde Gwardeiskoje) im Rajon Bagrationowsk.

## Kirche
Die vor 1945 mehrheitlich evangelische Bevölkerung Knautens war in das Kirchspiel der Dorfkirchengemeinde in Mühlhausen (heute russisch: Gwardeiskoje) eingepfarrt. Es gehörte zum Kirchenkreis Preußisch Eylau (Bagrationowsk) in der Kirchenprovinz Ostpreußen der Kirche der Altpreußischen Union. Letzter deutscher Geistlicher war Pfarrer Otto Nikutowski.
In der Zeit der Sowjetunion konnte kirchliches Leben nicht stattfinden. Erst in den 1990er Jahren entstanden in der Oblast Kaliningrad wieder neue evangelische Gemeinden. So auch in Gwardeiskoje (Mühlhausen), das nun wieder neu die kirchliche Heimat der evangelischen Einwohner von Prudki wurde. Gwardeiskoje ist Filialgemeinde der Auferstehungskirche in Kaliningrad (Königsberg) und gehört zur neu gebildeten Propstei Kaliningrad der Evangelisch-lutherischen Kirche Europäisches Russland (ELKER).